# EuroChallenge 2014-2015
L'EuroChallenge 2014-2015 è stata la dodicesima edizione del torneo, terzo per importanza nelle competizioni europee di pallacanestro per squadre di club. La squadra francese del JSF Nanterre ha vinto il trofeo per la prima volta nella sua storia sconfiggendo in finale i turchi del Trabzonspor Medical Park.

## Squadre partecipanti
Alla regular season partecipano 32 squadre.
| Paese (Lega)              | Squadre | Squadra (posizione nel campionato nazionale 2013–14) | Squadra (posizione nel campionato nazionale 2013–14) | Squadra (posizione nel campionato nazionale 2013–14) | Squadra (posizione nel campionato nazionale 2013–14) |
| ------------------------- | ------- | ---------------------------------------------------- | ---------------------------------------------------- | ---------------------------------------------------- | ---------------------------------------------------- |
| Turchia (TBL)             | 3       | Uşak Sportif (7)                                     | Tofaş Bursa (8)                                      | Trabzonspor Medical Park (9)                         |                                                      |
| Belgio (BLB)              | 3       | Okapi Aalstar (2)                                    | Belfius Mons-Hainaut (3)                             | Antwerp Giants (4)                                   |                                                      |
| Romania (Divizia A)       | 3       | CSM Oradea (2)                                       | U-Mobitelco Cluj-Napoca (4)                          | Energia Târgu Jiu (8)                                |                                                      |
| Russia (VTB + RSL)        | 2       | Enisey Krasnojarsk (9)                               | Avtodor Saratov (1) RSL                              |                                                      |                                                      |
| Italia (Lega A + A2 Gold) | 2       | Enel Brindisi (6)                                    | Pallacanestro Biella C. Italia DNA (5)               |                                                      |                                                      |
| Francia (LNB)             | 2       | Le Mans Sarthe (5)                                   | JSF Nanterre (10)                                    |                                                      |                                                      |
| Germania (BBL)            | 2       | Ratiopharm Ulm (7)                                   | Fraport Skyliners Francoforte (11)                   |                                                      |                                                      |
| Ungheria (NBI/A)          | 2       | Atomerőmű Paks (2)                                   | Egis Körmend (8)                                     |                                                      |                                                      |
| Finlandia (Korisliiga)    | 2       | KTP Basket (2)                                       | Joensuun Kataja (4)                                  |                                                      |                                                      |
| Svezia (SBL)              | 2       | Södertälje Kings (1)                                 | Borås Basket (3)                                     |                                                      |                                                      |
| Kazakistan (VTB)          | 1       | Astana (10)                                          |                                                      |                                                      |                                                      |
| Paesi Bassi (DBL)         | 1       | SPM Shoeters Den Bosch (2)                           |                                                      |                                                      |                                                      |
| Estonia (KML)             | 1       | Tartu Ülikool/Rock (2)                               |                                                      |                                                      |                                                      |
| Austria (ÖBB)             | 1       | Güssing Knights (1)                                  |                                                      |                                                      |                                                      |
| Bielorussia (Premier)     | 1       | Cmoki Minsk (1)                                      |                                                      |                                                      |                                                      |
| Bulgaria (NBL)            | 1       | Lukoil Academic Sofia (2)                            |                                                      |                                                      |                                                      |
| Danimarca (DBL)           | 1       | Bakken Bears Århus (1)                               |                                                      |                                                      |                                                      |
| Lituania (LKL)            | 1       | Šiauliai (6)                                         |                                                      |                                                      |                                                      |
| Portogallo (LPB)          | 1       | Benfica Lisbona (1)                                  |                                                      |                                                      |                                                      |

## Sorteggio
Il sorteggio è stato effettuato domenica 6 luglio 2014 a Monaco di Baviera. I club sono stati divisi in due conference in base alla posizione geografica.
Le squadre di ogni conference sono state inserite in quattro gruppi di quattro squadre ciascuno in base ai risultati ottenuti negli ultimi tre anni.
Conference 1
| Urna 1                                                        | Urna 2                                                                    | Urna 3                                                                   | Urna 4                                                          |
| ------------------------------------------------------------- | ------------------------------------------------------------------------- | ------------------------------------------------------------------------ | --------------------------------------------------------------- |
| Antwerp Giants Okapi Aalstar Joensuun Kataja Södertälje Kings | KTP Basket Bakken Bears Århus Belfius Mons-Hainaut SPM Shoeters Den Bosch | JSF Nanterre Le Mans Sarthe ratiopharm Ulm Fraport Skyliners Francoforte | Enel Brindisi Pallacanestro Biella Borås Basket Benfica Lisbona |

Conference 2
| Urna 1                                                    | Urna 2                                                             | Urna 3                                                                  | Urna 4                                                |
| --------------------------------------------------------- | ------------------------------------------------------------------ | ----------------------------------------------------------------------- | ----------------------------------------------------- |
| Cmoki Minsk Tartu Ülikool/Rock Tofaş Bursa Atomerőmű Paks | Enisey Krasnojarsk CSM Oradea Egis Körmend U-Mobitelco Cluj-Napoca | Avtodor Saratov Uşak Sportif Trabzonspor Medical Park Energia Târgu Jiu | Güssing Knights Lukoil Academic Sofia Šiauliai Astana |

## Regular season
La stagione regolare è iniziata il 4 novembre e si è conclusa il 16 dicembre 2014.
Le prime due di ogni girone conquistano la qualificazione alla fase successiva. Se le squadre si trovano con gli stessi punti alla fine dei gironi vengono presi in considerazione nell'ordine:
1. Scontri diretti.
2. Differenza punti negli scontri diretti.
3. Differenza punti.
4. Punti segnati.

| Qualificata alla Last 16 |
| Eliminata                |

### Gruppo A
|    | Squadra                | P  | PG | V | P | PF  | PS  | Diff |
| -- | ---------------------- | -- | -- | - | - | --- | --- | ---- |
| 1. | Enel Brindisi          | 11 | 6  | 5 | 1 | 496 | 400 | +96  |
| 2. | SPM Shoeters Den Bosch | 9  | 6  | 3 | 3 | 498 | 499 | -1   |
| 3. | ratiopharm Ulm         | 9  | 6  | 3 | 3 | 477 | 467 | +10  |
| 4. | Södertälje Kings       | 7  | 6  | 1 | 5 | 441 | 546 | -105 |

|                        | SPM     | SÖD   | ULM   | BRI   |
| SPM Shoeters Den Bosch |         | 88-72 | 87-76 | 71-69 |
| Södertälje Kings       | 115-108 |       | 71-76 | 52-96 |
| ratiopharm Ulm         | 91-82   | 88-62 |       | 76-77 |
| Enel Brindisi          | 76-62   | 90-69 | 88-70 |       |

### Gruppo B
|    | Squadra               | P  | PG | V | P | PF  | PS  | Diff |
| -- | --------------------- | -- | -- | - | - | --- | --- | ---- |
| 1. | Tartu Ülikool/Rock    | 10 | 6  | 4 | 2 | 428 | 420 | +8   |
| 2. | Energia Târgu Jiu     | 9  | 6  | 3 | 3 | 428 | 435 | -7   |
| 3. | Egis Körmend          | 9  | 6  | 3 | 3 | 447 | 460 | -13  |
| 4. | Lukoil Academic Sofia | 8  | 6  | 2 | 4 | 447 | 435 | +12  |

|                       | ENE   | LUK   | KÖR   | TAR   |
| Energia Târgu Jiu     |       | 72-67 | 73-72 | 74-56 |
| Lukoil Academic Sofia | 97-74 |       | 75-80 | 73-75 |
| Egis Körmend          | 77-76 | 63-76 |       | 72-79 |
| Tartu Ülikool/Rock    | 66-59 | 71-59 | 81-83 |       |

### Gruppo C
|    | Squadra                       | P  | PG | V | P | PF  | PS  | Diff |
| -- | ----------------------------- | -- | -- | - | - | --- | --- | ---- |
| 1. | Okapi Aalstar                 | 11 | 6  | 5 | 1 | 557 | 507 | +50  |
| 2. | Fraport Skyliners Francoforte | 10 | 6  | 4 | 2 | 464 | 421 | +43  |
| 3. | Borås Basket                  | 9  | 6  | 3 | 3 | 505 | 516 | -11  |
| 4. | Bakken Bears Århus            | 6  | 6  | 0 | 6 | 457 | 539 | -82  |

|                               | BAK     | OKA   | SKY   | BOR     |
| Bakken Bears Århus            |         | 83-92 | 61-94 | 79-86   |
| Okapi Aalstar                 | 103-100 |       | 94-59 | 119-118 |
| Fraport Skyliners Francoforte | 74-64   | 80-58 |       | 70-72   |
| Borås Basket                  | 90-70   | 67-91 | 72-87 |         |

### Gruppo D
|    | Squadra         | P  | PG | V | P | PF  | PS  | Diff |
| -- | --------------- | -- | -- | - | - | --- | --- | ---- |
| 1. | Avtodor Saratov | 11 | 6  | 5 | 1 | 530 | 438 | +92  |
| 2. | Astana          | 11 | 6  | 5 | 1 | 492 | 461 | +31  |
| 3. | Tofaş Bursa     | 8  | 6  | 2 | 4 | 469 | 504 | -35  |
| 4. | CSM Oradea      | 6  | 6  | 0 | 6 | 429 | 517 | -88  |

|                 | AVT    | AST     | ORA   | TOF   |
| Avtodor Saratov |        | 83-75   | 92-73 | 80-75 |
| Astana          | 75-73  |         | 80-64 | 73-65 |
| CSM Oradea      | 74-101 | 74-83   |       | 69-77 |
| Tofaş Bursa     | 66-101 | 102-106 | 84-75 |       |

### Gruppo E
|    | Squadra              | P  | PG | V | P | PF  | PS  | Diff |
| -- | -------------------- | -- | -- | - | - | --- | --- | ---- |
| 1. | JSF Nanterre         | 11 | 6  | 5 | 1 | 529 | 478 | +51  |
| 2. | Belfius Mons-Hainaut | 11 | 6  | 5 | 1 | 489 | 451 | +38  |
| 3. | Benfica Lisbona      | 8  | 6  | 2 | 4 | 486 | 519 | -33  |
| 4. | Joensuun Kataja      | 6  | 6  | 0 | 6 | 479 | 535 | -56  |

|                      | BEL   | JOE    | NAN   | BEN   |
| Belfius Mons-Hainaut |       | 71-62  | 94-86 | 92-63 |
| Joensuun Kataja      | 83-85 |        | 70-77 | 90-93 |
| JSF Nanterre         | 88-68 | 102-92 |       | 80-68 |
| Benfica Lisbona      | 69-79 | 107-82 | 86-96 |       |

### Gruppo F
|    | Squadra                  | P  | PG | V | P | PF  | PS  | Diff |
| -- | ------------------------ | -- | -- | - | - | --- | --- | ---- |
| 1. | Trabzonspor Medical Park | 12 | 6  | 6 | 0 | 514 | 450 | +64  |
| 2. | Güssing Knights          | 10 | 6  | 4 | 2 | 477 | 456 | +21  |
| 3. | U-Mobitelco Cluj-Napoca  | 7  | 6  | 1 | 5 | 442 | 478 | -36  |
| 4. | Atomerőmű Paks           | 7  | 6  | 1 | 5 | 454 | 503 | -49  |

|                          | TRA   | GÜS   | U-MO  | ATO    |
| Trabzonspor Medical Park |       | 80-72 | 91-72 | 103-81 |
| Güssing Knights          | 67-77 |       | 84-77 | 93-84  |
| U-Mobitelco Cluj-Napoca  | 80-81 | 68-81 |       | 64-73  |
| Atomerőmű Paks           | 78-82 | 70-80 | 68-81 |        |

### Gruppo G
|    | Squadra              | P  | PG | V | P | PF  | PS  | Diff |
| -- | -------------------- | -- | -- | - | - | --- | --- | ---- |
| 1. | Le Mans Sarthe       | 11 | 6  | 5 | 1 | 478 | 414 | +64  |
| 2. | Antwerp Giants       | 9  | 6  | 3 | 3 | 542 | 514 | +28  |
| 3. | Pallacanestro Biella | 9  | 6  | 3 | 3 | 511 | 525 | -14  |
| 4. | KTP Basket           | 7  | 6  | 1 | 5 | 475 | 553 | -78  |

|                      | KTP   | ANT    | LMS   | BIE    |
| KTP Basket           |       | 93-112 | 62-96 | 108-95 |
| Antwerp Giants       | 98-83 |        | 78-87 | 92-82  |
| Le Mans Sarthe       | 71-52 | 72-66  |       | 88-74  |
| Pallacanestro Biella | 81-77 | 97-96  | 82-64 |        |

### Gruppo H
|    | Squadra            | P  | PG | V | P | PF  | PS  | Diff |
| -- | ------------------ | -- | -- | - | - | --- | --- | ---- |
| 1. | Enisey Krasnojarsk | 10 | 6  | 4 | 2 | 515 | 467 | +48  |
| 2. | Uşak Sportif       | 9  | 6  | 3 | 3 | 445 | 458 | -13  |
| 3. | Šiauliai           | 9  | 6  | 3 | 3 | 493 | 515 | -22  |
| 4. | Cmoki Minsk        | 8  | 6  | 2 | 4 | 473 | 486 | -13  |

|                    | UŞA   | ŠIA   | ENI   | CMO   |
| Uşak Sportif       |       | 79-69 | 69-84 | 78-59 |
| Šiauliai           | 75-78 |       | 93-92 | 83-80 |
| Enisey Krasnojarsk | 86-68 | 95-79 |       | 87-82 |
| Cmoki Minsk        | 85-73 | 91-94 | 76-71 |       |

## Last 16
La fase denominata Last 16 è iniziata il 13 gennaio e si concluderà martedì 24 febbraio 2015. Vi prendono parte le 16 squadre che hanno superato la Regular Season.
Le 16 formazioni sono state suddivise in 4 raggruppamenti da 4 squadre ciascuno.
Hanno conquistato la qualificazione ai quarti di finale le prime due classificate di ogni girone. Se le squadre si sono trovate con gli stessi punti alla fine dei gironi sono stati presi in considerazione nell'ordine:
1. Scontri diretti.
2. Differenza punti negli scontri diretti.
3. Differenza punti.
4. Punti segnati.

| Qualificata ai quarti di finale |
| Eliminata                       |

### Gruppo I
|    | Squadra           | P  | PG | V | P | PF  | PS  | Diff |
| -- | ----------------- | -- | -- | - | - | --- | --- | ---- |
| 1. | Energia Târgu Jiu | 10 | 6  | 4 | 2 | 501 | 498 | +3   |
| 2. | Enel Brindisi     | 9  | 6  | 3 | 3 | 485 | 445 | +40  |
| 3. | Astana            | 9  | 6  | 3 | 3 | 512 | 509 | +3   |
| 4. | Okapi Aalstar     | 8  | 6  | 2 | 4 | 475 | 521 | -46  |

|                   | BRI   | AST    | OKA    | ENE    |
| Enel Brindisi     |       | 74-65  | 101-66 | 76-78  |
| Astana            | 83-75 |        | 77-73  | 113-89 |
| Okapi Aalstar     | 86-81 | 108-85 |        | 82-84  |
| Energia Târgu Jiu | 67-78 | 90-89  | 93-60  |        |

### Gruppo J
|    | Squadra         | P  | PG | V | P | PF  | PS  | Diff |
| -- | --------------- | -- | -- | - | - | --- | --- | ---- |
| 1. | JSF Nanterre    | 10 | 6  | 4 | 2 | 487 | 434 | +53  |
| 2. | Le Mans Sarthe  | 10 | 6  | 4 | 2 | 464 | 429 | +35  |
| 3. | Güssing Knights | 8  | 6  | 2 | 4 | 458 | 471 | -13  |
| 4. | Uşak Sportif    | 8  | 6  | 2 | 4 | 430 | 505 | -75  |

|                 | NAN   | GÜS   | LMS   | UŞA    |
| JSF Nanterre    |       | 89-86 | 85-68 | 100-67 |
| Güssing Knights | 62-82 |       | 82-65 | 91-63  |
| Le Mans Sarthe  | 72-60 | 93-60 |       | 84-63  |
| Uşak Sportif    | 79-71 | 79-77 | 79-82 |        |

### Gruppo K
|    | Squadra                       | P  | PG | V | P | PF  | PS  | Diff |
| -- | ----------------------------- | -- | -- | - | - | --- | --- | ---- |
| 1. | Fraport Skyliners Francoforte | 11 | 6  | 5 | 1 | 512 | 471 | +41  |
| 2. | Avtodor Saratov               | 10 | 6  | 4 | 2 | 567 | 546 | +21  |
| 3. | Tartu Ülikool/Rock            | 8  | 6  | 2 | 4 | 457 | 501 | -44  |
| 4. | SPM Shoeters Den Bosch        | 7  | 6  | 1 | 5 | 496 | 514 | -18  |

|                               | AVT     | TAR     | SKY     | SPM   |
| Avtodor Saratov               |         | 105-106 | 103-112 | 89-85 |
| Tartu Ülikool/Rock            | 68-91   |         | 62-71   | 71-64 |
| Fraport Skyliners Francoforte | 68-71   | 92-73   |         | 75-70 |
| SPM Shoeters Den Bosch        | 107-108 | 78-77   | 92-94   |       |

### Gruppo L
|    | Squadra                  | P  | PG | V | P | PF  | PS  | Diff |
| -- | ------------------------ | -- | -- | - | - | --- | --- | ---- |
| 1. | Trabzonspor Medical Park | 11 | 6  | 5 | 1 | 502 | 456 | +46  |
| 2. | Enisey Krasnojarsk       | 9  | 6  | 3 | 3 | 516 | 495 | +21  |
| 3. | Antwerp Giants           | 9  | 6  | 3 | 3 | 481 | 509 | -28  |
| 4. | Belfius Mons-Hainaut     | 7  | 6  | 1 | 5 | 435 | 474 | -39  |

|                          | ANT   | ENI   | TRA   | BEL   |
| Antwerp Giants           |       | 78-93 | 72-90 | 82-75 |
| Enisey Krasnojarsk       | 85-86 |       | 96-82 | 83-88 |
| Trabzonspor Medical Park | 89-79 | 90-85 |       | 76-68 |
| Belfius Mons-Hainaut     | 77-84 | 71-74 | 56-75 |       |

## Quarti di finale
Le partite si sono disputate il 10, il 12 e il 17 marzo 2015.
| Squadra 1                     | Totale | Squadra 2          | Gara 1 | Gara 2 | Gara 3 |
| ----------------------------- | ------ | ------------------ | ------ | ------ | ------ |
| Energia Târgu Jiu             | 2 - 1  | Le Mans Sarthe     | 84-60  | 68-79  | 79-64  |
| JSF Nanterre                  | 2 - 0  | Enel Brindisi      | 80-68  | 77-72  |        |
| Fraport Skyliners Francoforte | 2 - 1  | Enisey Krasnojarsk | 77-74  | 68-78  | 85-80  |
| Trabzonspor Medical Park      | 2 - 0  | Avtodor Saratov    | 94-88  | 100-73 |        |

## Final Four
La Final Four si svolgerà dal 24 al 26 aprile 2015 alla Hayri Gür Spor Salonu di Trebisonda, in Turchia.
|  | Semifinali        | Semifinali        | Semifinali   |              |             | Finale            | Finale            | Finale          |  |
|  |                   |                   |              |              |             |                   |                   |                 |  |
|  | Energia Târgu Jiu | Energia Târgu Jiu | 63           |              |             |                   |                   |                 |  |
|  | Energia Târgu Jiu | Energia Târgu Jiu | 63           |              |             |                   |                   |                 |  |
|  | Trabzonspor       | Trabzonspor       | 83           |              |             |                   |                   |                 |  |
|  | Trabzonspor       | Trabzonspor       | 83           |              | Trabzonspor | Trabzonspor       | 63                |                 |  |
|  |                   |                   |              |              | Trabzonspor | Trabzonspor       | 63                |                 |  |
|  |                   |                   | JSF Nanterre | JSF Nanterre | 64          |                   |                   |                 |  |
|  | JSF Nanterre      | JSF Nanterre      | JSF Nanterre | JSF Nanterre | 64          | 84                |                   |                 |  |
|  | JSF Nanterre      | JSF Nanterre      |              |              |             | 84                |                   |                 |  |
|  | Skyl. Francoforte | Skyl. Francoforte | 79           |              |             | Finale 3º posto   | Finale 3º posto   | Finale 3º posto |  |
|  | Skyl. Francoforte | Skyl. Francoforte | 79           |              |             |                   |                   |                 |  |
|  |                   |                   |              |              |             |                   |                   |                 |  |
|  |                   |                   |              |              |             | Energia Târgu Jiu | Energia Târgu Jiu | 83              |  |
|  |                   |                   |              |              |             | Energia Târgu Jiu | Energia Târgu Jiu | 83              |  |
|  |                   |                   |              |              |             | Skyl. Francoforte | Skyl. Francoforte | 80              |  |

### Semifinali
| Trebisonda 24 aprile 2015, ore 16:30 UTC+2 | JSF Nanterre                                      | 84 – 79 (27-18, 45-37, 64-61) referto | Fraport Skyliners Francoforte | Hayri Gür Spor Salonu (1.354 spett.)\| Arbitri: \| Manuel Mazzoni Georgios Poursanidis Milan Nedovic \| |
| Arbitri:                                   | Manuel Mazzoni Georgios Poursanidis Milan Nedovic |                                       |                               | |

| Trebisonda 24 aprile 2015, ore 19:00 UTC+2 | Energia Târgu Jiu                                         | 63 – 83 (22-17, 31-39, 49-58) referto | Trabzonspor Medical Park | Hayri Gür Spor Salonu (6.650 spett.)\| Arbitri: \| Neil Wilkinson Fernando Calatrava Cuevas Gellert Kapitany \| |
| Arbitri:                                   | Neil Wilkinson Fernando Calatrava Cuevas Gellert Kapitany |                                       |                          | |

### Finale 3º/4º posto
| Trebisonda 26 aprile 2015, ore 16:30 UTC+2 | Fraport Skyliners Francoforte                                | 80 – 83 (20-13, 36-34, 55-56) referto | Energia Târgu Jiu | Hayri Gür Spor Salonu (3000 spett.)\| Arbitri: \| Georgios Poursanidis Fernando Calatrava Cuevas Rain Peerandi \| |
| Arbitri:                                   | Georgios Poursanidis Fernando Calatrava Cuevas Rain Peerandi |                                       |                   | |

### Finale
| Trebisonda 26 aprile 2015, ore 19:00 UTC+2 | JSF Nanterre                                | 64 – 63 (19-17; 37-28; 53-47) referto | Trabzonspor Medical Park | Hayri Gür Spor Salonu (7.500 spett.)\| Arbitri: \| Neil Wilkinson Manuel Mazzoni Milan Nedovic \| |
| Arbitri:                                   | Neil Wilkinson Manuel Mazzoni Milan Nedovic |                                       |                          |                                                                                                   |

| EuroChallenge 2014-2015 |
| ----------------------- |
| JSF Nanterre 1º titolo  |

## Squadra vincitrice
| N° | Naz.                   | Ruolo | Sportivo              |      | Alt. |  |
| -- | ---------------------- | ----- | --------------------- | ---- | ---- |  |
| 1  | Stati Uniti (bandiera) | P     | Jamal Shuler          | 1986 | 191  |  |
| 3  | Francia (bandiera)     | P     | Joseph Gomis          | 1978 | 180  |  |
| 5  | Francia (bandiera)     | GA    | Marc Judith           | 1987 | 193  |  |
| 9  | Camerun (bandiera)     | P     | Jérémy Nzeulie        | 1991 | 187  |  |
| 14 | Francia (bandiera)     | C     | Mouhammadou Jaiteh    | 1994 | 208  |  |
| 21 | Regno Unito (bandiera) | C     | Laurence Ekperigin    | 1988 | 200  |  |
| 24 | Stati Uniti (bandiera) | AP    | Mykal Riley           | 1985 | 198  |  |
| 34 | Stati Uniti (bandiera) | AP    | Kyle Weems            | 1989 | 198  |  |
| 42 | Francia (bandiera)     | C     | Johan Passave-Ducteil | 1985 | 202  |  |
| 44 | Stati Uniti (bandiera) | P     | T.J. Campbell         | 1988 | 175  |  |
| 93 | Francia (bandiera)     | P     | William Mensah        | 1995 | 175  |  |
|    | Francia (bandiera)     | All.  | Pascal Donnadieu      |      |      |  |